# Lahmar
Lahmar (em árabe: اﻻﺣﻤﺮ) é uma cidade e comuna, capital do distrito de Lahmar, na província de Béchar, Argélia. Sua população era de 1 961 habitantes, em 2008.